# Euseius lecodactylus
Euseius lecodactylus är en spindeldjursart som först beskrevs av Edward A. Ueckermann 1996.  Euseius lecodactylus ingår i släktet Euseius och familjen Phytoseiidae. Inga underarter finns listade i Catalogue of Life.